# وصايا أمنمحات

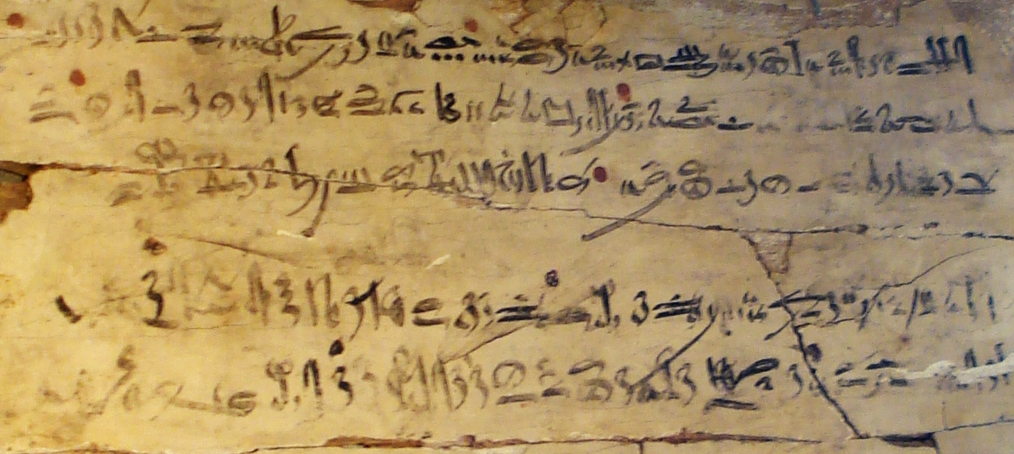
كتابات بالهيراطيقية تضم مقتطفات من وصايا أمنمحات، كتبت في عهد أمنحتب الأول.

وصايا أمنمحات هي أحد الأعمال الأدبية الشعرية المصرية القديمة التي كتبت في بداية عصر الدولة الوسطى. القصيدة تأخذ شكل مونولوج درامي، حيث ألقاها شبح الفرعون المقتول أمنمحات الأول لابنه سنوسرت الأول. تصف القصيدة المؤامرة التي قُتل فيها أمنمحات، ويأمر ابنه بألا يثق بأحد. تمثل القصيدة نوع من الاعتذار عن أفعال عهد الملك القديم، وتنتهي بتوصية سنوسرت بأن يرث العرش ويحكم بحكمة بدلاً من أبيه.

## التأليف
هذه الوصايا قد تكون تم تأليفها بأمر من سنوسرت، لرثاء والده وإضفاء الشرعية على مطالبته بالعرش. وبعد عدة قرون، في عصر الدولة الحديثة نسبت بردية شستر بيتي الرابع، تأليف القصيدة إلى الكاتب «خيتي».
المصدر الرئيسي لهذه الوثيقة، هو بردية ميلينجين، المفقودة الآن، إضافة إلى بعض اللوحات الخشبية التي عليها أجزاء من تلك الوصايا التي يرجع تاريخها إلى عصر الأسرة الثامنة عشر.

## النص
تبدأ الوصايا بدعوة أمنمحات ابنه للحفاظ على ملكه. ثم يحذر الملك ابنه ويوصيه بألا يثق بأحد، وبعد ذلك يوضح أنه اغتيل على يد حارسه، بينما كان في سريره. ثم يصف لفترة وجيزة حكمه لمصر، ويصف نجاحاته العسكرية وإنجازاته. تنتهي الوصايا بمباركة امنمحات لابنه سنوسرت، ويقدم له نصائح حول كيفية الحكم.

## التأثير
كانت هذه المخطوطة أحد أقدم الوثائق التي تشير إلى «الآسيويين». نسخ فراعنة لاحقون أجزاء من الوصايا لإضفاء الشرعية على حكمهم. كما نسخها الفرعون بعنخي حرفيًا مقاطع من وصايا أمنمحات لإقرار حكمه. ظلت القصيدة تقرأ حتى القرن الخامس قبل الميلاد، أي بعد نحو 1500 عام من كتابتها.

## وصلات خارجية
- Translation

## اقرأ أيضًا
- تعاليم بتاح حتب
- تعاليم كاي جمني